# Saddle Butte (Montana)
Saddle Butte – jednostka osadnicza w Stanach Zjednoczonych, w stanie Montana, w hrabstwie Hill.